# 蘆山白塔寺大殿
蘆山白塔寺大殿，原位於四川省蘆山縣北十裡任家壩仁加鄉小學內，元代建築，明代有修繕，尚存題記“敦武校尉同知雅州....”;“進義副尉....達魯花赤扎馬丁”;“宣德伍年歲次庚戌貳月仲春壬申朔拾三日甲申....”，敦武校尉、進義副尉、達魯花赤均是元代的官職，1990年代寺廟被拆除，殘餘構件被遷建到佛圖山。2007年6月1日公佈為四川省第七批文物保護單位。

## 圖像

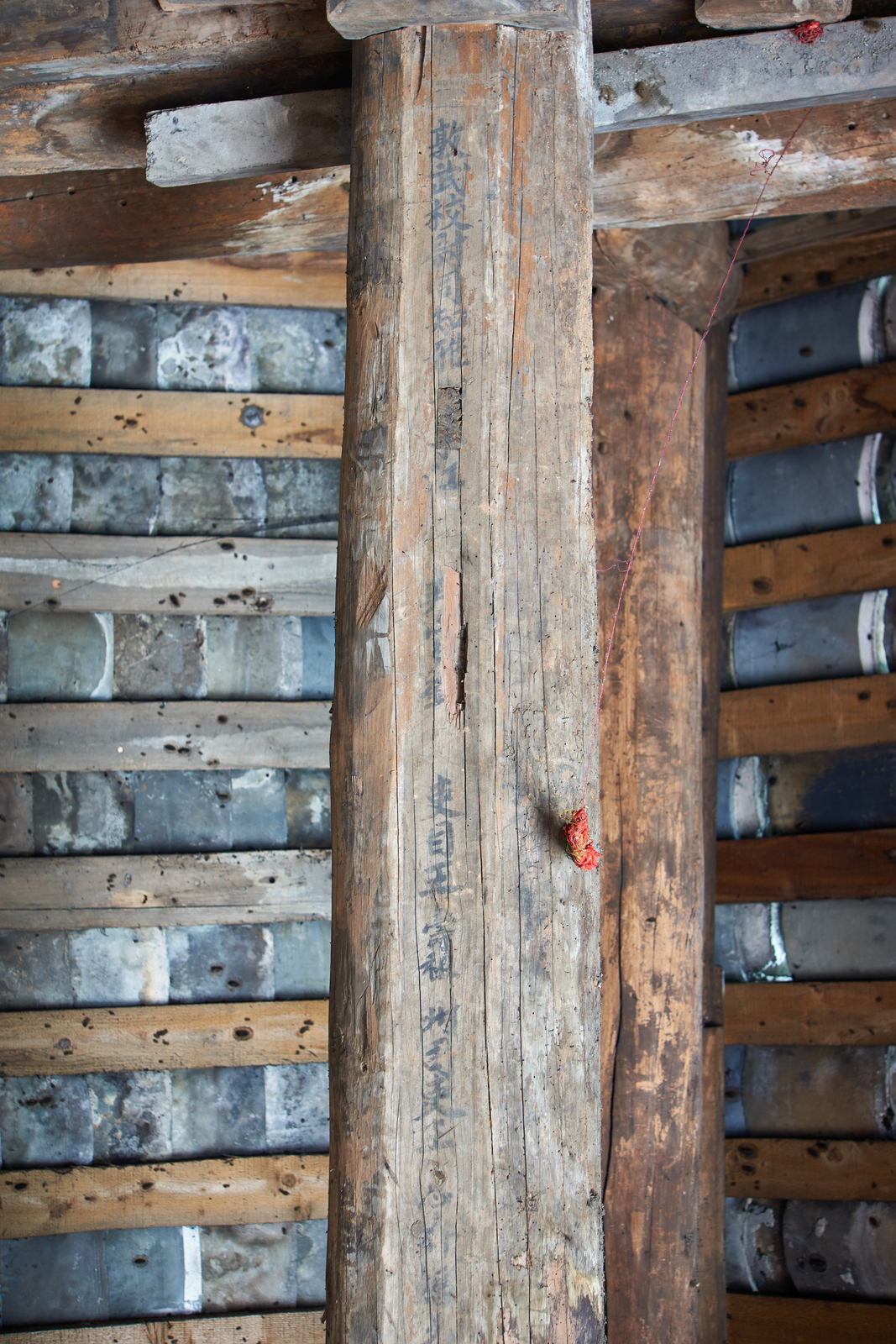
蘆山白塔寺大雄寶殿元代題記敦武校尉同知雅州....
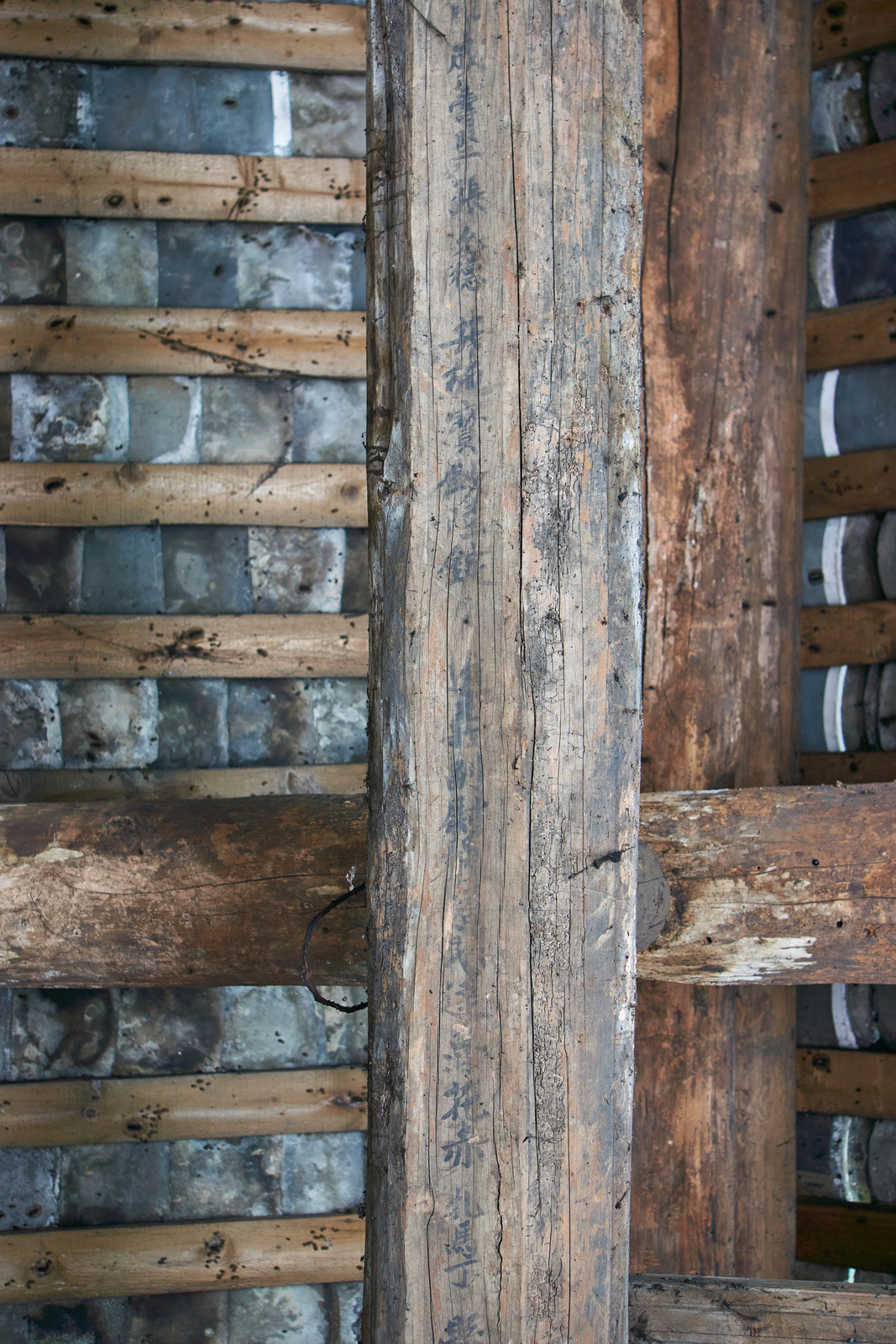
蘆山白塔寺大雄寶殿元代題記進義副尉....達魯花赤扎馬丁
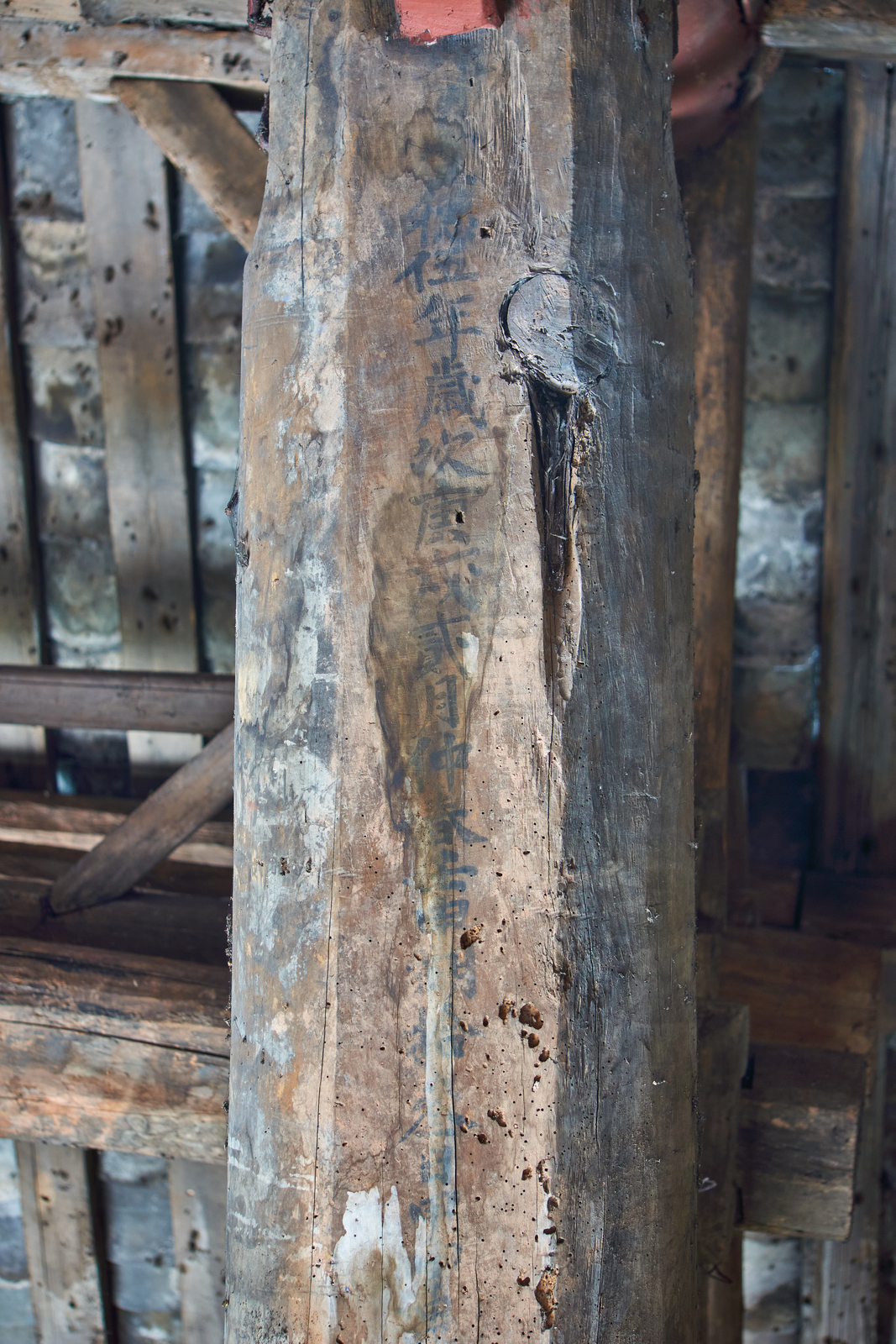
蘆山白塔寺大雄寶殿明代題記宣德伍年歲次庚戌貳月仲春壬申朔拾三日甲申....
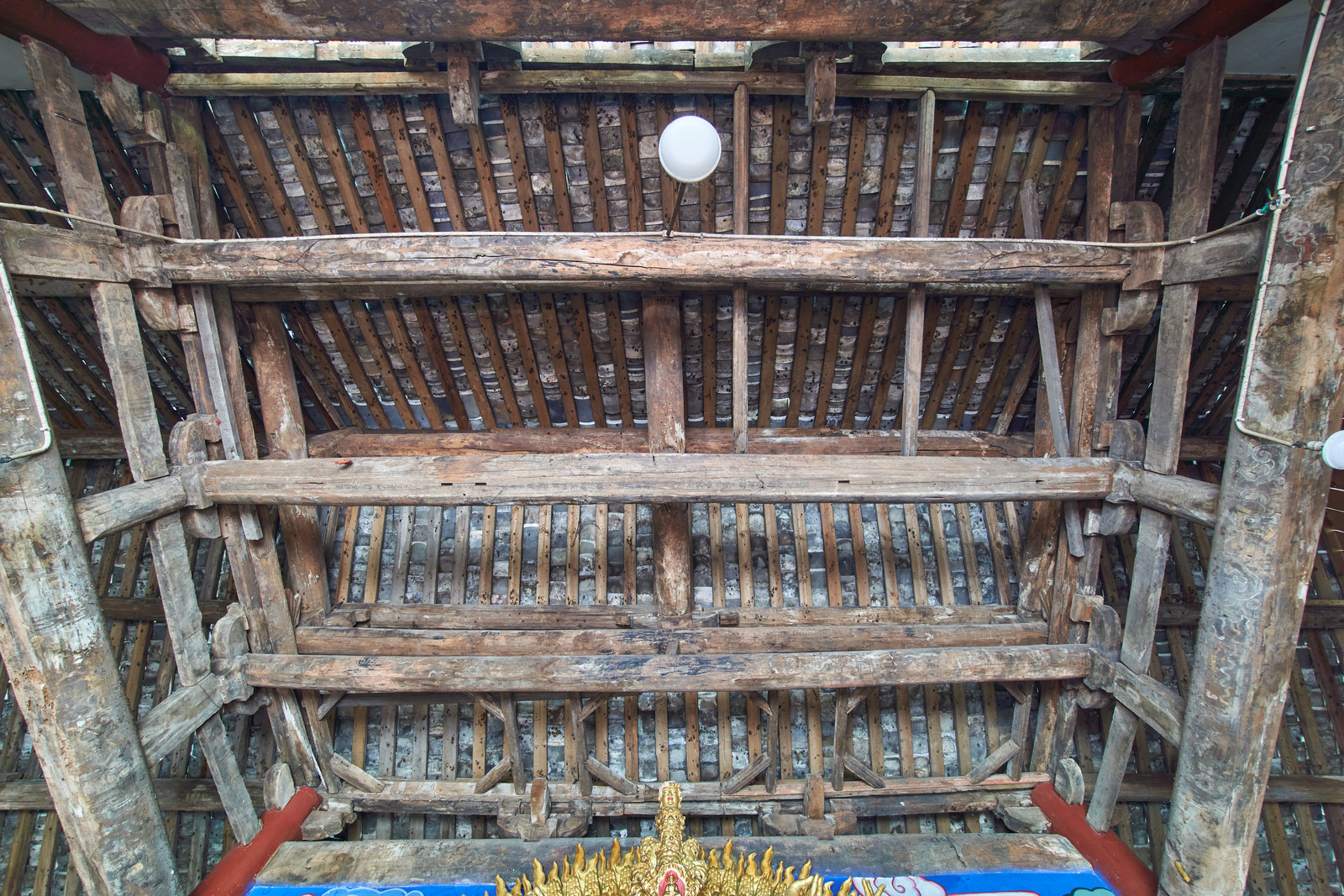
蘆山白塔寺大雄寶殿內部結構
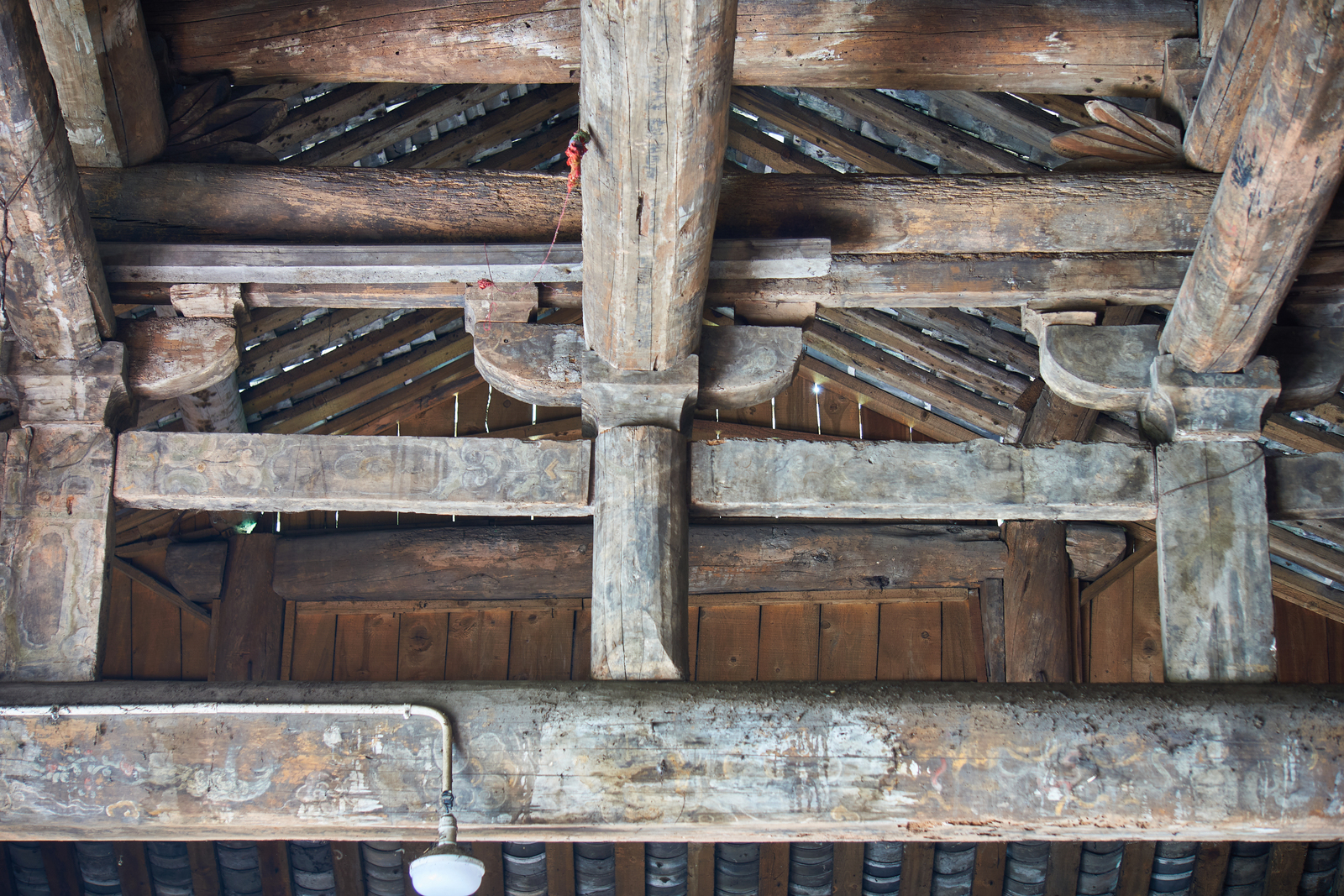
蘆山白塔寺大雄寶殿結構